# Santo Domingo (métro de Madrid)
Santo Domingo est une station de la ligne 2 du métro de Madrid, en Espagne.

## Situation
La station est située entre Noviciado au nord, en direction de Cuatro Caminos, et Ópera au sud, en direction de Las Rosas. Elle est établie sous la rue San Bernardo, entre la Gran Vía et la place Santo Domingo, dans le quartier de Sol, de l'arrondissement du Centre.

## Histoire
La station est mise en service le 21 octobre 1925, au moment de l'ouverture de la deuxième section de la ligne 2 entre Sol et Quevedo.

## Service des voyageurs

### Accueil
La station possède deux accès situés, l'un sur la place, l'autre sur la Gran Vía, à l'angle avec la rue San Bernardo, équipés d'escaliers, mais sans escalier mécanique ni ascenseur.

### Intermodalité
La station est en correspondance avec les lignes de bus no 1, 2, 3, 44, 46, 74, 75, 133, 146, 147 et 148 du réseau EMT.